# Hard to Explain (single)
"Hard to Explain" er den første single fra New York garage rockbandet The Strokes.
Singlen indeholder nedenstående sange:
1. Hard To Explain
2. New York City Cops

| Musik | Spire Denne musikartikel er en spire som bør udbygges. Du er velkommen til at hjælpe Wikipedia ved at udvide den. |